# Prats i matolls xeròfils etíops
La Prada i matoll xeròfils etíops, és el nom d'una ecoregió de l'ecozona afrotropical, definida per WWF, que s'estén al llarg de la costa africana de la Mar Roja i el golf d'Aden. Els estats que la contenen són Eritrea, Etiòpia, Djibouti i Somàlia. Aquesta ecoregió es troba principalment entre el nivell del mar i els 800 metres d'altitud. Hi ha, però, molts pujols i massissos, que van fins als 1.300 m, així com excepcionals depressions de falles induïdes, com la de Danakil, que està per sota dels 155 m sota el nivell del mar. Aquesta regió és extremadament activa tectònicament, experimentant molts terratrèmols i activitat volcànica intermitentment. Les precipitacions són molt baixes i les mitjanes anuals varien de 100 a 200 mil·límetres, amb menor pluviositat quan més prop de la costa. Hi ha moltes espècies d'interès, com Heteromirafra archeri, una mena de drago (Dracaena ombet), i una gran gamma d'ungulats del desert, incloent l'última població viable de l'ase salvatge africà (Equus africanus somalicus)

## Descripció
És una àrida ecoregió de semidesert que ocupa 152.200 quilòmetres quadrats al llarg de la costa africana de la Mar Roja i el golf d'Aden. Comprèn l'extrem sud de la costa del Sudan, tota Eritrea excepte l'extrem sud de la costa i l'interior del nord del país, la regió d'Etiòpia fronterera amb Djibouti i el sud d'Eritrea, la totalitat de Djibouti excepte la costa nord, i la costa nord-oest de Somàlia. A la costa entre Eritrea i Djibouti limita amb el desert costaner d'Eritrea. Al sud i a l'oest es troba la sabana arbustiva de Somàlia; a l'est, el matoll xeròfil muntanyós de Somàlia; i al nord, la sabana d'acàcies del Sahel.

## Clima
El clima és molt calorós i sec. La mitjana de precipitació anual varia des de menys de 100 mm prop de la costa a uns 200 mm a l'interior. La mitjana de les temperatures mínimes oscil·len entre els 21 ° C als 24 ° C, i la temperatura mitjana màxima és d'al voltant dels 30 ° C.

## Flora
La vida vegetal de la regió necessita un major estudi, que s'ha vist obstaculitzada per les lluites polítiques a llarg termini a la regió. La flora endèmica inclou un drago (Dracaena ombet). Degut en gran part a la inestabilitat política a la regió en els últims 30 anys, molts elements de la fauna i flora segueixen sent molt poc coneguda. Com a suggeriment de la riquesa floral, s'estima que 825-950 espècies han estat observades a Djibouti, encara que molts d'ells s'han trobat només en petites zones perifèriques del bosc del massís etíop.